# 대한해협 해전
대한해협 해전(大韓海峽海戰)은 6.25 전쟁 첫날인 1950년 6월 25일부터 26일까지 대한민국 해군과 조선민주주의인민공화국 해군 사이에 벌어진 단함 전투이다. 수백 명의 병력을 태운 북한의 군용 수송선이 부산광역시 인근에 상륙을 시도하려던 중 대한민국의 초계함에 발각되어 침몰되었다. 이 전투는 6.25 전쟁의 첫 해상 전투 중 하나였으며 대한민국 해군의 승리로 이어졌다.

## 전투

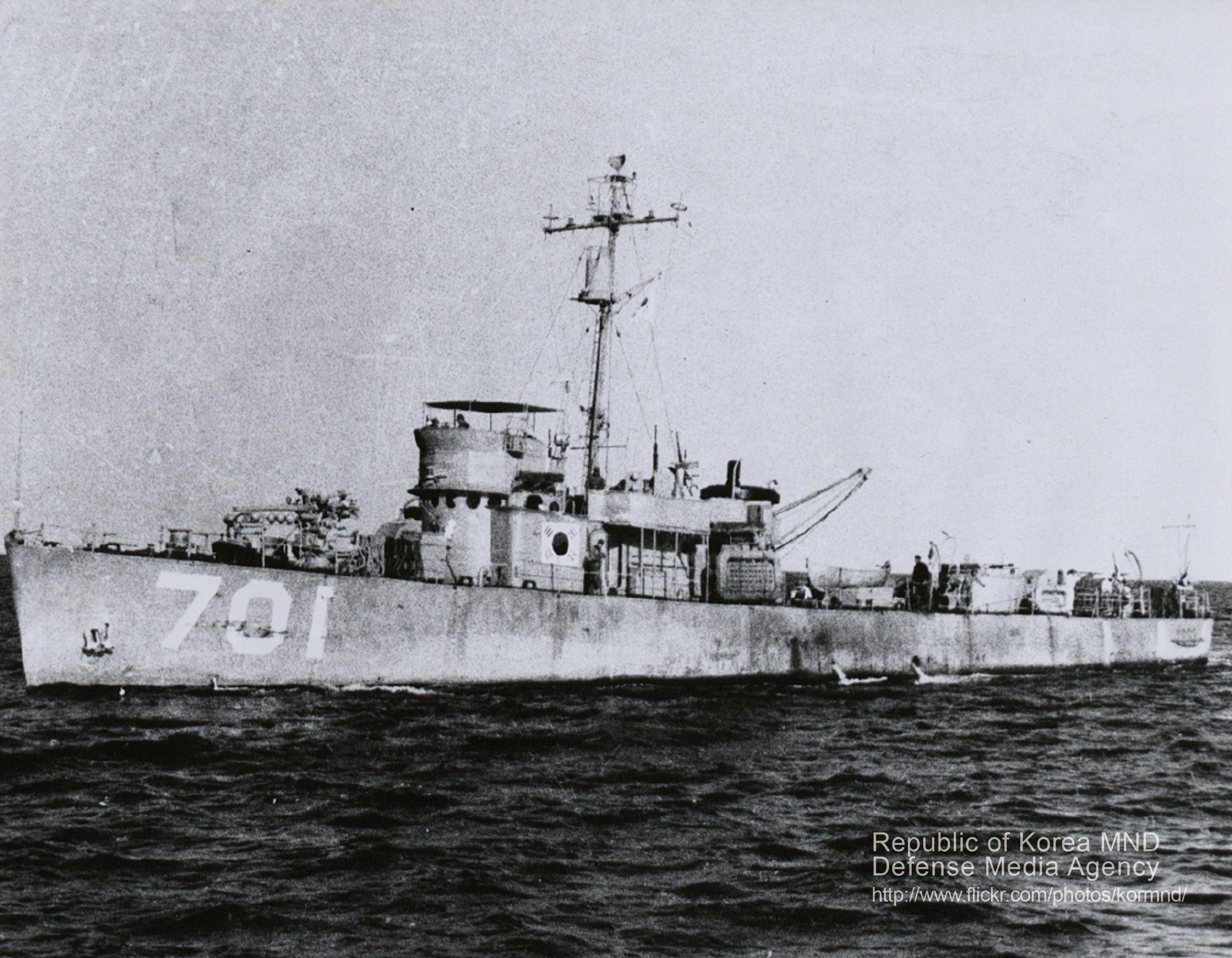
선체 측면에 태극기가 그려진 백두산함 (PC-701)

1950년 6월 25일 6.25 전쟁이 북한의 대규모 남침으로 시작되었다.조선인민군의 증기선 한 척이 한반도 남동해안을 따라 병력을 투입하라는 임무를 부여받았다. 1,000톤급 상선은 기관총으로 무장하고 제766독립보병연대 소속 병사 600명을 싣고 있었다.
이른 아침, 대한민국 해군의 구잠정 백두산함이 부산에서 18마일 떨어진 곳에서 고립된 적 증기선을 발견했다. 이 구잠정은 이전에는 미국 소속이었으며 대한민국 해군의 주력함이었다.
백두산함은 먼저 신호등으로 증기선에 신호를 보냈지만 응답이 없었다. 그러나 대한민국 해군 병사들이 탐조등을 켜자 조선인민군은 백두산함의 함교를 타격하며 발포했다. 키잡이가 전사하고 당직사관이 중상을 입었다. 백두산함은 주력 3인치 대공포와 6정의 50구경 기관총으로 응사했다. 북한군이 타격을 입기 시작하자 전투를 피하려 했지만, 백두산함이 추격하며 대마섬 인근에서 증기선이 침몰하고 많은 인명 피해를 입으면서 전투는 끝났다.

## 같이 보기
- 단함 전투 목록

## 참고 문헌
- Rottman, Gordon (2001), 《Korean War Order of Battle: United States, United Nations, and Communist Ground, Naval, and Air Forces, 1950–1953》, 웨스트포트 (코네티컷주): Praeger Publishers, ISBN 978-0-275-97835-8